# ハートリアライズ
『ハートリアライズ』は、Tiaの楽曲で、2枚目のシングル。ryo (supercell) がプロデュースしている。シングルは2014年3月12日にDIVE II entertainmentから発売された。

## 概要
デビューシングル『ラブミーギミー』から約1年3か月ぶりのリリースで、表題曲「ハートリアライズ」はテレビアニメ『ノラガミ』のエンディングテーマに、カップリング曲の「ちょっと出かけてきます」はテレビアニメ『うーさーのその日暮らし 覚醒編』のイメージソングに起用された。
発売形態は、初回生産限定盤 (AVCA-74234/B) と通常盤 (AVCA-74235) の2形態。初回生産限定盤は漫画家・イラストレーターの優の描き下ろしイラストのデジパック仕様となっており、特典として『ノラガミ』オリジナルの巻き帯ステッカーも付属している。DVDには、『ノラガミ』エンディング映像のノンクレジットVer.とフルサイズのスペシャル映像が収録されている。
どのように歌うかTia自身もこだわっており、「ここを伝えたい!ここはこう歌いたい!...など色々ワガママ言って、納得したのが歌えるまでレコーディングさせてもらいました」と語っている。

## 収録曲
（全作詞・作曲・編曲：ryo (supercell)）
1. ハートリアライズ [4:55]
ストリングアレンジ：クラッシャー木村
  - テレビアニメ『ノラガミ』エンディングテーマ
2. ちょっと出かけてきます [4:59]
  - テレビアニメ『うーさーのその日暮らし 覚醒編』イメージソング
3. ハートリアライズ-Instrumental-
4. ちょっと出かけてきます-Instrumental-

DVD（初回生産限定盤のみ）
1. 『ノラガミ』ノンクレジット･エンディング映像
2. フルサイズ『ノラガミ』スペシャル映像